# アサンプション国際小学校・中学校・高等学校
アサンプション国際小学校・中学校・高等学校（あさんぷしょんこくさいしょうがっこう・ちゅうがっこう・こうとうがっこう、英称 Assumption Kokusai School）は、大阪府箕面市如意谷一丁目にある私立小学校・中学校・高等学校。
「アサンプション」は設立母体の修道会の名称（聖母被昇天修道会、仏称：Religieuses de l'Assomption、英称：Religious of the Assumption）であり、カトリックの教義である聖母の被昇天（Assumption of Mary）に由来する。

## 概要
大阪・北摂地区唯一のカトリックミッションスクールである。
運営母体は1839年、フランス・パリで聖マリ・ウージェニーによって創立された聖母被昇天修道会。
同修道会はアメリカ合衆国マサチューセッツ州ボストン郊外にあるリベラル・アーツ・カレッジのアサンプション・カレッジなど世界34ヶ国で学校運営や教育事業に携わっており、海外姉妹校ネットワークを生かした国際交流や海外研修プログラムが行われている。少人数制で、小学校からの12年一貫教育を行っている。
ただし、内部進学は強制ではなく、各家庭の方針により外部の中学や高校へ進学することは可能である。
全学でイングリッシュコース（English Course）とアカデミックコース(Academic Course)を設置。
イングリッシュコースは小学1年から英語イマージョン教育を導入しており、国語など一部の教科を除き、授業を英語で行っている。
また、両コースともに高校1年ではフランス語を必修としており、2年・3年は選択履修することでフランス語をより深く学ぶことができる。理系に特化したサイエンスコース（Science Course）は高校2年時に進学可能である。
日本では創立以来63年間、12年(もしくは14年)一貫での女子教育を行っていたが、海外姉妹校のほぼ全てが男女共学に転向している流れを受け、2017年度より共学化を決定。また、それまではAssumptionの和訳「（聖母）被昇天」を校名としAssumptionは英称、略称、愛称として用いていたが、これを機として海外姉妹校に近い形式の現校名に改称した。
キャンパスは箕面山の麓の高台にあり、大阪市内までを一望することができる。
また、図書館は宗教・文学・芸術分野を中心に、8万冊以上の蔵書を持つ。
関西学院大学の協定校であるため、高等学校から同大学へ学年の約3分の1程度の推薦入学枠がある。

## 沿革
- 1839年 - フランス・パリで聖マリ・ウージェニーにより聖母被昇天修道会が創立される。
- 1952年 - 5人のシスターが来日。
- 1953年 - 豊能郡箕面町大字如意谷（現在地）に修道院を開設。同年、学校法人被昇天学園を創立。
- 1954年 - 小学校が開校（初代校長 シスター・クロード・エマヌエル）。
- 1955年 - 小学校校舎（ローザビル）竣工。
- 1956年 - 寄宿舎設置（のちに廃止）。
- 1960年 - 中学校が開校。
- 1963年 - 高等学校が開校。
- 1965年 - 聖堂落成。
- 1987年 - 聖母マリア像（現代彫刻家・小杉三朗制作）除幕式。
- 2015年 - 関西学院大学の協定校となる。
- 2017年 - 創立者 聖マリ・ウージェニー生誕200周年。男女共学化し、現校名に変更。イマージョン教育、21世紀型教育導入。

## クラブ活動
放送部は20年以上連続でNHK杯全国高校放送コンテスト全国大会に大阪府代表として出場し続けている。

## 著名な出身者

### 文化
- 大谷玲子 - ヴァイオリニスト、相愛大学音楽学部准教授
- 青山季可 - バレリーナ（牧阿佐美バレヱ団プリンシパル）

### スポーツ
- 廣田遥 - トランポリン選手（アテネ、北京オリンピック代表）
- 吉田胡桃 - アーティスティックスイミング選手（ロンドン、2016年リオデジャネイロオリンピック代表。リオ五輪チーム銅メダリスト）
- 山本直 - サッカー選手　(FC TIAMO枚方)
- 武田大翔  - サッカー選手　(FC TIAMO枚方)

### 芸能・アナウンサー
- 水原ゆう紀 - 女優
- 進藤晶子 - フリーアナウンサー（元TBS）
- 橘ひかり - 声優
- 西川かの子 - タレント
- 宝生舞 - 元女優
- Sky - 姉妹デュオ
- 西山加朱紗 - フリーアナウンサー（元静岡第一テレビ）
- 松浦景子 – 吉本新喜劇座員、バレリーナ
- 悠真倫 - 宝塚歌劇団専科男役
- 大湖せしる - 元宝塚歌劇団雪組娘役
- 夏目三久 - 元アナウンサー

## 系列校
- アサンプション国際幼稚園

## 交通
- 阪急箕面線 箕面駅 北東へ約1km。
- 阪急バス 阪急箕面駅から1つ目の山麓公園前下車すぐ。箕面駅・千里中央駅から第二中学校口、如意谷住宅前下車徒歩約5分。阪急石橋阪大前駅・JR茨木駅・阪急茨木市駅・千里中央駅から芝西、萱野三平前下車徒歩約15 - 20分。

登下校時は阪急箕面駅、北大阪急行・大阪モノレール千里中央駅、阪急北千里駅、大阪モノレール彩都西駅の、それぞれの間でスクールバスを運行している。　